# Acheilognathus coreanus
Acheilognathus coreanus és una espècie de peix cipriniforme de la família dels ciprínids.